# セルゲイ・ペスヤコフ
セルゲイ・ペスヤコフ（ロシア語ラテン翻字: Sergei Pesyakov, 1988年12月16日 - ）は、ロシア出身のサッカー選手。ポジションはゴールキーパー。現在はFCロストフ所属。

## 来歴
シンニク・ヤロスラヴリを経て、2009年7月、FCスパルタク・モスクワへ移籍。その後はレンタル移籍を繰り返し、2017年6月9日、FCロストフに2年契約で移籍。

## 所属クラブ
- シンニク・ヤロスラヴリ 2005-2009

→  FCテクスティル＝テレコム・イヴァノヴォ 2007 (loan)
- FCスパルタク・モスクワ 2009-2017

→  FCトム・トムスク 2011 (loan)
→  FCロストフ 2012 (loan)
→  FCスパルタク-2・モスクワ 2014-2015 (loan)
→  FCアンジ・マハチカラ 2015 (loan)
→  FCスパルタク-2・モスクワ 2016-2017 (loan)
- FCロストフ 2017-